# Тшцянка (гміна Соболев)
Тшцянка (пол. Trzcianka) — село в Польщі, у гміні Соболев Ґарволінського повіту Мазовецького воєводства.
Населення — 179 осіб (2011).
У 1975-1998 роках село належало до Седлецького воєводства.

## Демографія
Демографічна структура станом на 31 березня 2011 року:
|          | Загалом | Допрацездатний вік | Працездатний вік | Постпрацездатний вік |
| -------- | ------- | ------------------ | ---------------- | -------------------- |
| Чоловіки | 92      | 25                 | 58               | 9                    |
| Жінки    | 87      | 22                 | 49               | 16                   |
| Разом    | 179     | 47                 | 107              | 25                   |